# Dolní Dvůr
Dolní Dvůr är en ort i Tjeckien. Den ligger i den norra delen av landet, 110 km nordost om huvudstaden Prag. Dolní Dvůr ligger 561 meter över havet och antalet invånare är 243.
Terrängen runt Dolní Dvůr är kuperad åt nordost, men åt sydväst är den platt. Runt Dolní Dvůr är det ganska tätbefolkat, med 58 invånare per kvadratkilometer. Närmaste större samhälle är Vrchlabí, 4,3 km sydväst om Dolní Dvůr. I omgivningarna runt Dolní Dvůr växer i huvudsak blandskog.